# Лазар Делев
 Тази статия е за гевгелийския войвода на ВМОРО.  За битолския вижте Лазар Делов.  
Лазар Делев, известен като Оревски, е български революционер, войвода на Вътрешната македоно-одринска революционна организация.

## Биография
Делев е роден в 1875 година в бедно семейство в боймишкото село Ореховица, тогава в Османската империя, днес Певкодасос, Гърция. Самоук. Заселва се в Солун и става работник при железопътното депо на гарата. Става член на ВМОРО, като изпълнява терористични и куриерски задачи.
През май 1898 година е арестуван след убийството на лидера на гъркоманската партия в Гевгели Христо Цицов, в което Делев няма участие. Лежи в Гевгелийския затвор до ноември, след което е затворен в Еди куле в Солун до 10 август 1899 година, когато съдът го обявява за невинен въпреки натиска на солунския гръцки консул и солунската митрополия за осъждането му.
След освобождаването му влиза в четата на местния войвода Иванчо Карасулията и взима участие в Илинденско-Преображенското въстание като се сражава в Горноджумайско заедно с Илия Балтов и Христо Саракинов.
От 1905 година е самостоятелен гевгелийски войвода като заедно с другия местен войвода Аргир Манасиев отблъсква набезите на четите на гръцката пропаганда. Негов четник е Дельо Василев.
При избухването на Балканската война в 1912 година става войвода на партизанска чета №44 на Македоно-одринското опълчение, с численост 25 души. Напредва по долината на река Струма с четите на Дончо Златков, Никола Герасимов и Тане Николов. Взима участие в боевете при Осеново, Сенокос и други, а по-късно е в Сборната партизанска рота на МОО.
| Чета № 44 на МОО с командир Лазар Делев | Чета № 44 на МОО с командир Лазар Делев | Чета № 44 на МОО с командир Лазар Делев | Чета № 44 на МОО с командир Лазар Делев | Чета № 44 на МОО с командир Лазар Делев | Чета № 44 на МОО с командир Лазар Делев |
| Номер                                   | Име                                     | Години                                  | Околия                                  | Селище                                  | Бележки                                 |
| --------------------------------------- | --------------------------------------- | --------------------------------------- | --------------------------------------- | --------------------------------------- | --------------------------------------- |
|                                         | Иван Петров                             | 22                                      | Малешево                                | Ратево                                  |                                         |
|                                         | Христо Атанасов                         | 24                                      | Гевгелийско                             | Негорци                                 |                                         |

Лазар Делев умира в 1938 година в София. Негов личен архивен фонд се съхранява в Държавна агенция „Архиви“.